# Хаджийовкова къща
Хаджийовковата къща е архитектурна забележителност в град София, България.

## Местоположение
Къщата се намира на улица „Екзарх Йосиф“ № 75 в София.

## История
Построена е в самото начало на XX век за Йордан Хаджийовков от голямата българска търговска фамилия Хаджийовкови от Прилеп.
Хаджийовкови поддържат тесни връзки с революционните организации на българите от Македония, революционерите са чести гости в къщата им. През 1912 година в стопанска постройка в двора на имота се нанасят Георги Димитров и Люба Ивошевич, оставайки там по-малко от година, докато подготвят новата си квартира. Димитров се укрива при Хаджийовкови и като нелегален, по време на голямата Транспортна стачка от 1919 година.
След Деветосептемврийския преврат поради добрите отношения на собствениците с комунистическия лидер къщата не е национализирана. Поставена е паметна плоча, отбелязваща годините, в които Димитров е живял там.
Обявена е за паметник на културата в 1988 година. В 2000 година е свалена от регистъра.

## Описание
Представлява масивна тухлена жилищно-търговска сграда на два етажа. Фасадата на сградата е украсена с необарокови и по-късни сецесионови декоративни влияния. За фирмен знак Хаджийовкови използват цвете и този знак е вплетен и в декорацията. Сградата е една от първите в София, които имат подова настилка с венециански плочи.
Постройката първоначално е била търговски дюкян, а в началото на века към нея са построени два жилищни етажа. От терасата на горния етаж се откривала гледка към софийската гара и оттам търговците можели да следят кога пристигат чаканите от тях стоки. Сградата има и отделен вход откъм двора за домашната прислуга.